# Стахановский (Кировская область)
Стахановский — посёлок в составе Мурашинского района Кировской области. 

## География
Находится на расстоянии примерно 16 километров по прямой на север-северо-запад от районного центра города Мураши. Станция Кобринской УЖД.

## История
Известен с 1939 года. В 1950 году учтен 101 двор и 364 жителя. Работал леспромхоз. В 1989 году здесь было учтено 72 жителя. До 2021 года входил в Мурашинское сельское поселение Мурашинского района, ныне непосредственно в составе Мурашинского района.

## Население
Постоянное население  составляло 29 человек (русские 86%) в 2002 году, 14 в 2010.